# 八丈小島

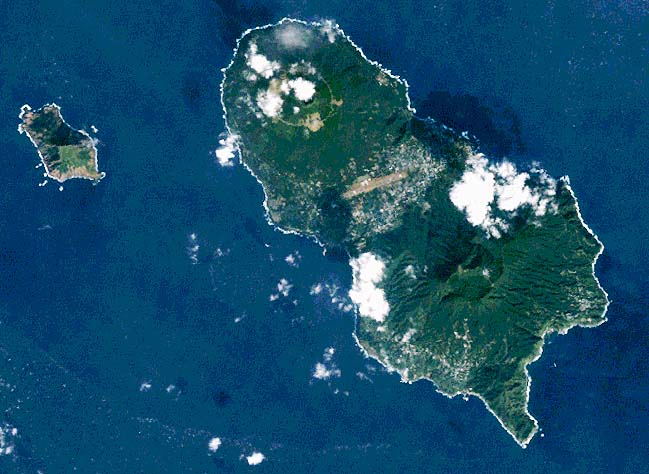
ランドサット衛星写真。左の小さな島が八丈小島

八丈小島（はちじょうこじま）は、伊豆諸島の島。行政上は東京都八丈町に属する。
かつては有人島であったが、生活の困窮を理由とした集団離島が行われ、現在は無人島である。現在は住民の集団離島のモデルとして小学校等の教科書で紹介されることがある。また、ダイビングや釣りの名所として好事家の間で知られている。

## 地理

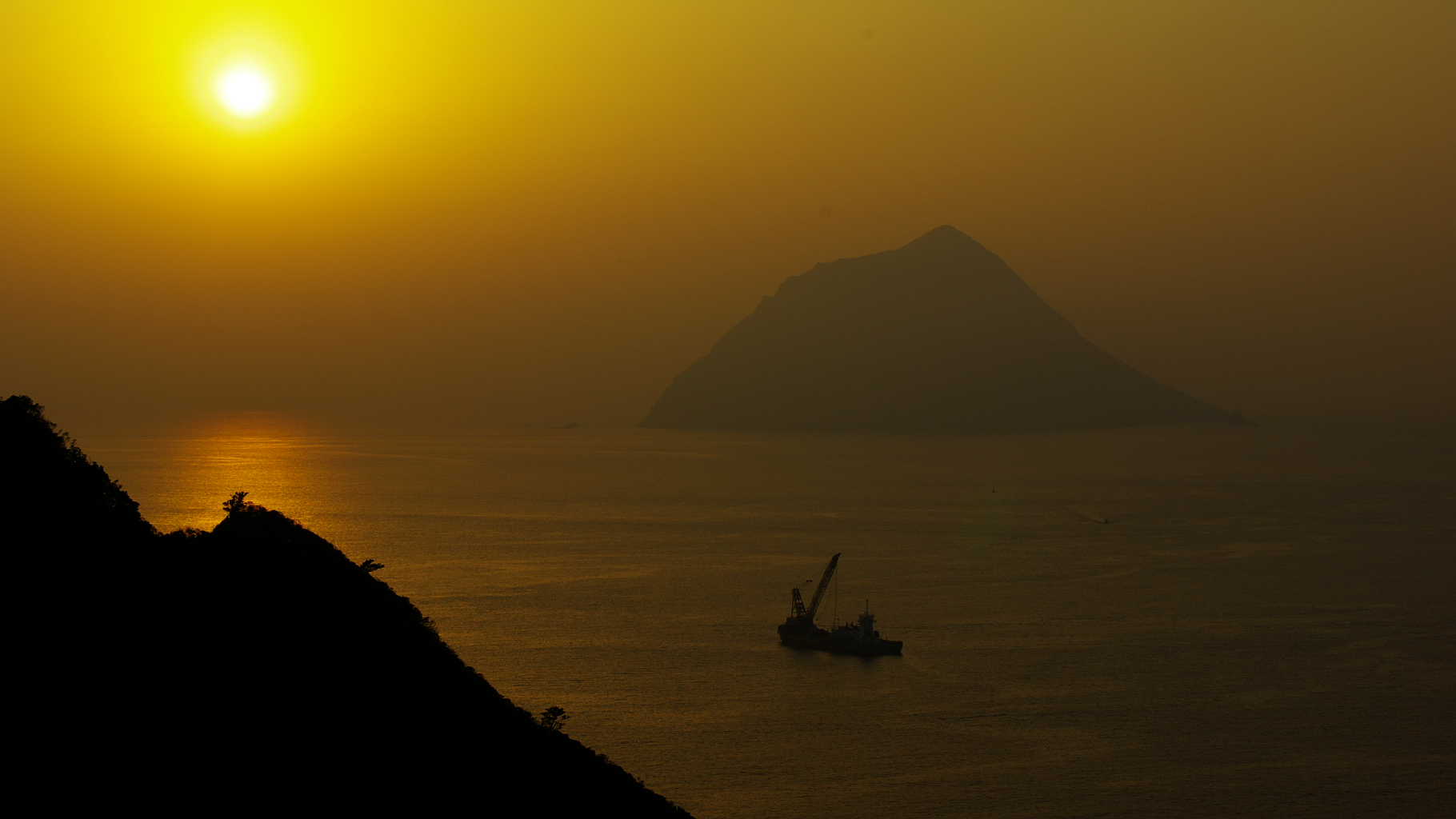
八丈小島の夕景。八丈島大坂トンネルより望む。

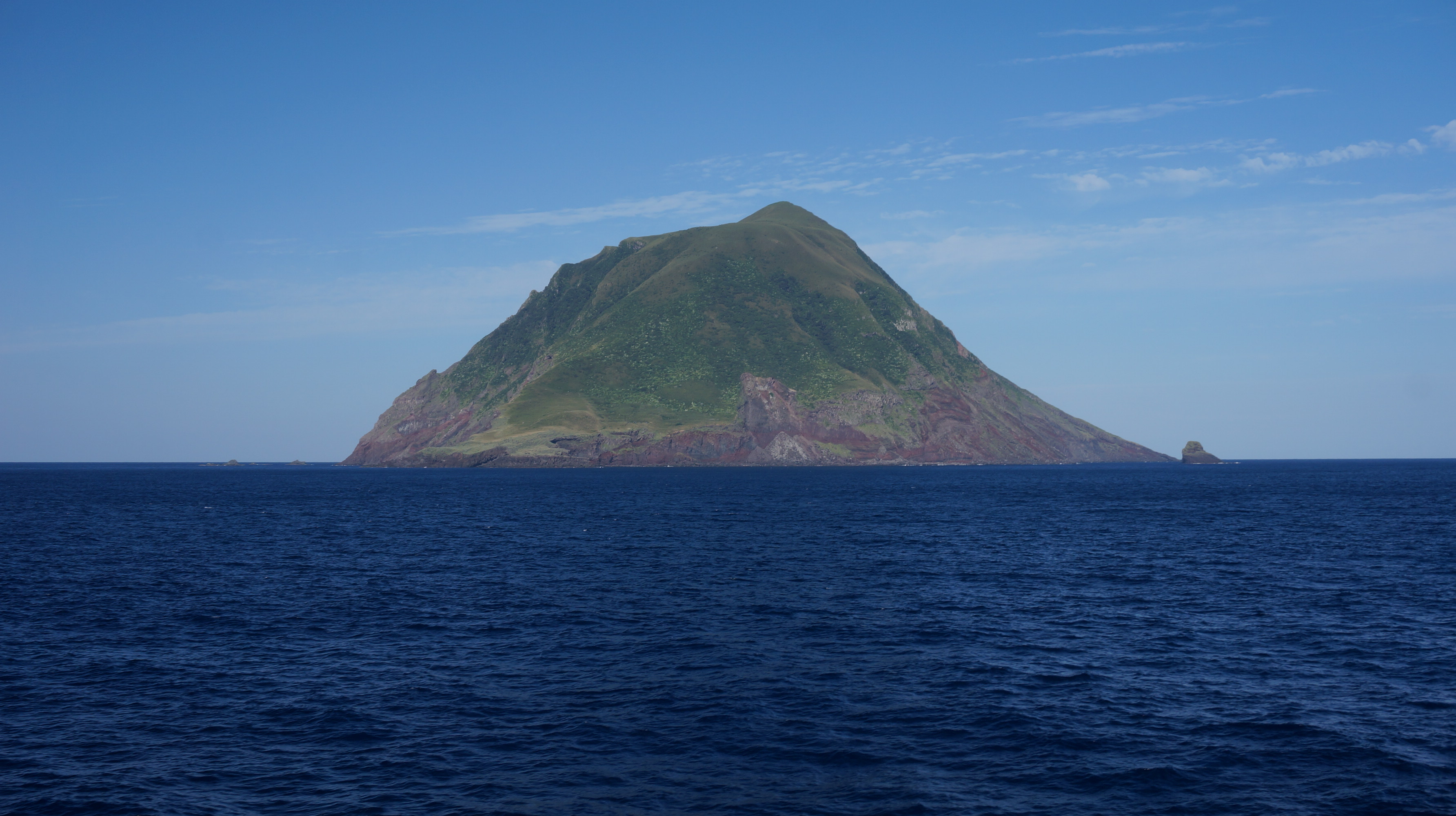
八丈小島

東京の南方海上287 km、八丈島の西約7.5 km のフィリピン海上に位置する。周辺は海食崖に囲まれており、海岸線の大半が急斜面のピラミッド状の島である。標高616.6 m の大平山(おおたいらさん)がそびえる。かつては鳥打村と宇津木村の2村に分かれて人が住み、自給自足生活を送っていたが、特に戦後は本州や八丈島等と比較した生活水準の格差が大きくなり、1969年以降無人島となっている。現在の島内には幾つかの史跡が残されている。
現在も鳥打地区と宇津木地区の各々に船着き場が残っており、観光や探検で人が訪れる際に利用されている。沿岸はスキューバダイビングのポイントで、磯釣りのために八丈島から漁船で渡る釣り人も多い。船着き場は岩を削っただけの原始的なもので、船の係留は不可能であるため、荒天時には船の接岸が困難となり、上陸できる日は限られる。また、斜面の崩落が相次いでおり、切り立った崖が増えていることから、上陸危険度は徐々に増している。また、夜間に緊急事態が発生しても救助が出来ないことから、島内での宿泊は禁止されている。
2017年11月1日、八丈小島全域（周辺の岩礁域を含む）が東京都鳥獣保護区特別保護地区（希少鳥獣生息地）となった。
鳥打地区の船着き場を上がった所には、「鳥獣保護区特別保護地区」「10月下旬から6月下旬にかけて、準絶滅危惧種クロアシアホウドリが子育てをしています。人が近づくと悪影響を与える恐れがありますので、繁殖地には近づかないようご協力をお願いします。」という看板が八丈支庁により設置されている。

## 歴史
室町時代には既に住民が定住していたと考えられている。なお、平安時代末期の武将、源為朝がこの島で自害したとの伝説が残っている。八丈本島同様流刑地とされた時代もあった。本島との間に海流があるため、いかだや小舟では脱出不能とも言われ、特に重い刑を受けた者が流されていた。
江戸時代から島の北西部に鳥打、南東部に宇津木の2村が置かれていた。1908年（明治41年）、八丈島の各村に島嶼町村制が施行されたが、八丈小島には施行されず、そのまま 1947年（昭和22年）の地方自治法施行により鳥打村および宇津木村が置かれるまで名主制が存続したという、極めて珍しい歴史を持つ。なお、両村の名は地方自治法施行以前から存在したが、上記のとおり島嶼町村制に基づく法的な正式名称ではなく、あくまで通称だった。
1948年（昭和23年）7月にバク病の調査のため八丈島で船を待っていた佐々学と加納六郎は、八丈島の住人が八丈小島を単に「小島」と呼んでいることを記録している。また八丈小島へ上陸後、挨拶と調査への協力を要請するため鳥打村の村長宅の場所を尋ねたが、島民は「村長」という言葉の意味を知らず、怪訝な顔をしたという。バク病の正体のマレー糸線虫は退治されたものの、島民の生活への不安は消えていなかったため、全員が離島した。
地方自治法施行時、鳥打村は100人強の人口があり、村議会を置いたが、宇津木村は 1955年（昭和30年）に八丈村と合併するまで人口が50人程度だった。そのため、村条例により村議会を廃止し地方自治法94条・95条の規定に基づき、20歳以上 の選挙権を有する者によって村政に関する議決を行う「町村総会（地方自治法 94 条では「総会」と称する）」を設置していた日本唯一の村だった。いわば直接民主制が実施されていた地域であり、この点でも地方制度史上極めて稀な事例である。
1954年（昭和29年）10月1日、町村合併促進法により、鳥打村と八丈島の三根・樫立・中之郷・末吉の各村が合併して、八丈村となる。1955年（昭和30年）4月1日には宇津木村と八丈島の八丈・大賀郷各村が合併して八丈町となった。しかし、その後も過疎化が止まらず、ついには 1965年（昭和40年）頃から八丈島への全島民移住案が出はじめた。その理由は、1966年（昭和41年）の請願によると、
1. 急激な人口流出による過疎化
2. 生活条件の厳しさ（電話、医療、水道施設がない）
3. 経済成長と近代化のためにより経済的に豊かな生活を手に入れるため
4. 子弟の教育に対する不安

が挙げられた。
離島までの経緯は、1966年（昭和41年）3月小島の住民から八丈町議会に「移住促進、助成に関する請願書」を提出。6月に八丈町議会は実情調査を行い、その結果を受けて、請願を採択。
1967年（昭和42年）9月、八丈町から東京都に対し「八丈小島の全員離島の実施に伴う八丈町に対する援助」の陳情が行われる。1968年（昭和43年）10月に土地買収に関する住民との協議が成立し、1969年（昭和44年）1月より離島開始。「全国初の全島民完全移住」として注目された。6月には鳥打小・中学校および宇津木小・中学校が廃校、全島民の移住が完了した。それ以降、現在に至るまで無人島である。

### 集団離島

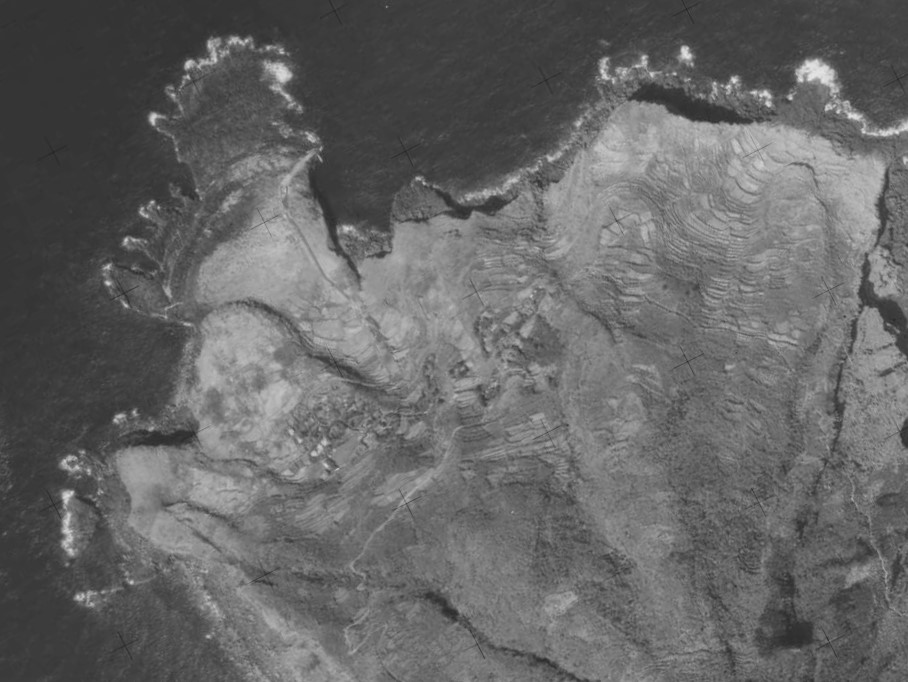
集団離島直前の1969年（昭和44年）3月25日撮影の鳥打地区周辺の空中写真。建物や畑などが確認できる。
。

八丈小島のマレー糸状虫症対策が進んだ1960年代の日本は、高度成長期の只中にあり、日本人の暮らしが大きく変革を遂げていく中で、小島の子供たちは中学校を卒業すると八丈島の高校に進学したり、東京の会社へ就職したまま島へは戻らなくなる若者が増加し始めていた。古くから自給自足に近い暮らしの小島には、これと言った産業は皆無に等しかったのである。島の将来に不安を持ち始めた島民たちの間で全員移住という話が具体的に持ち上がりはじめ、鳥打地区、宇津木地区の代表は島民たちの声を取りまとめ1966年（昭和41年）3月、八丈町議会に全員離島請願書を提出した。
島民たちの請願内容を要約すると、
1. 電気、水道、医療の施設がない。
2. 生活水準格差の増大（ぞうだい）。
3. 過疎（かそ）の傾向が甚大（じんだい）である。
4. 子弟の教育の隘路（あいろ）。

このようなものであった。

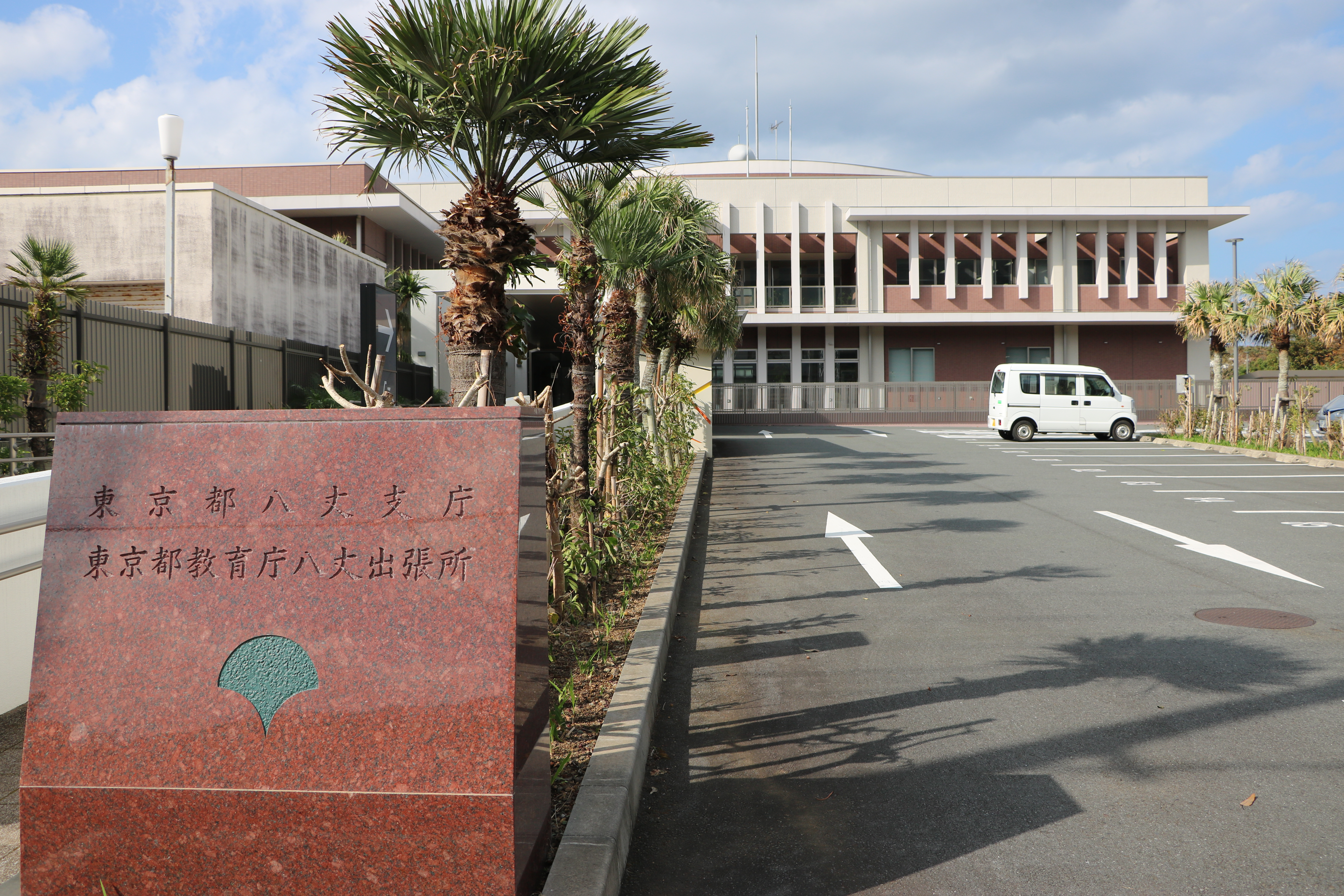
八丈支庁舎。（2017年11月撮影）

同年6月、八丈町議会は八丈小島島民の請願を採択した。同町長池田要太は早速上京し、東京都へ小島住民の意思を伝え移住費の協力を求めた。太平洋戦後、日本政府は日本各地に多数ある離島の生活支援のため、離島振興法を1953年（昭和28年）に制定したものの、人口の少ない八丈小島はその恩恵に与ることもなくここまで来てしまっていた。9月には八丈町による東京都への「八丈小島住人の全員離島の実施にともなう八丈町に対する援助」の陳情が行われ、翌1968年（昭和43年）東京都は「全員離島対策措置費」を都の年度予算に計上し島民との交渉が開始された。先行きの見えない将来に不安を持つ島民らと行政側による交渉や議論が重ねられ、同年10月16日、東京都八丈支庁において鳥打地区、宇津木地区各1名の代表を含む八丈小島民代表13名は、「全員離島・移転条件」を呑み合意書に署名した。
東京都が示した条件は
1. 3.3m2（1坪）あたり93円で、島民の所有地（全面積140万m2）を買い上げる。
2. 買い上げ金が50万円に満たない場合は、生活つなぎ資金を支給し、総額で50万円を下回らないようにする。
3. ひとり10万円の生活資金と、一世帯あたり50万円の生業資金を融資する。
4. 都知事からひとり5千円、1戸3万円の見舞金を支給する[注釈 2]。

また、八丈町からは
1. 都の生業資金の利息の3分の2を、町が肩代わり負担する。
2. 第二種都営住宅に優先入居させる。

というものであった。

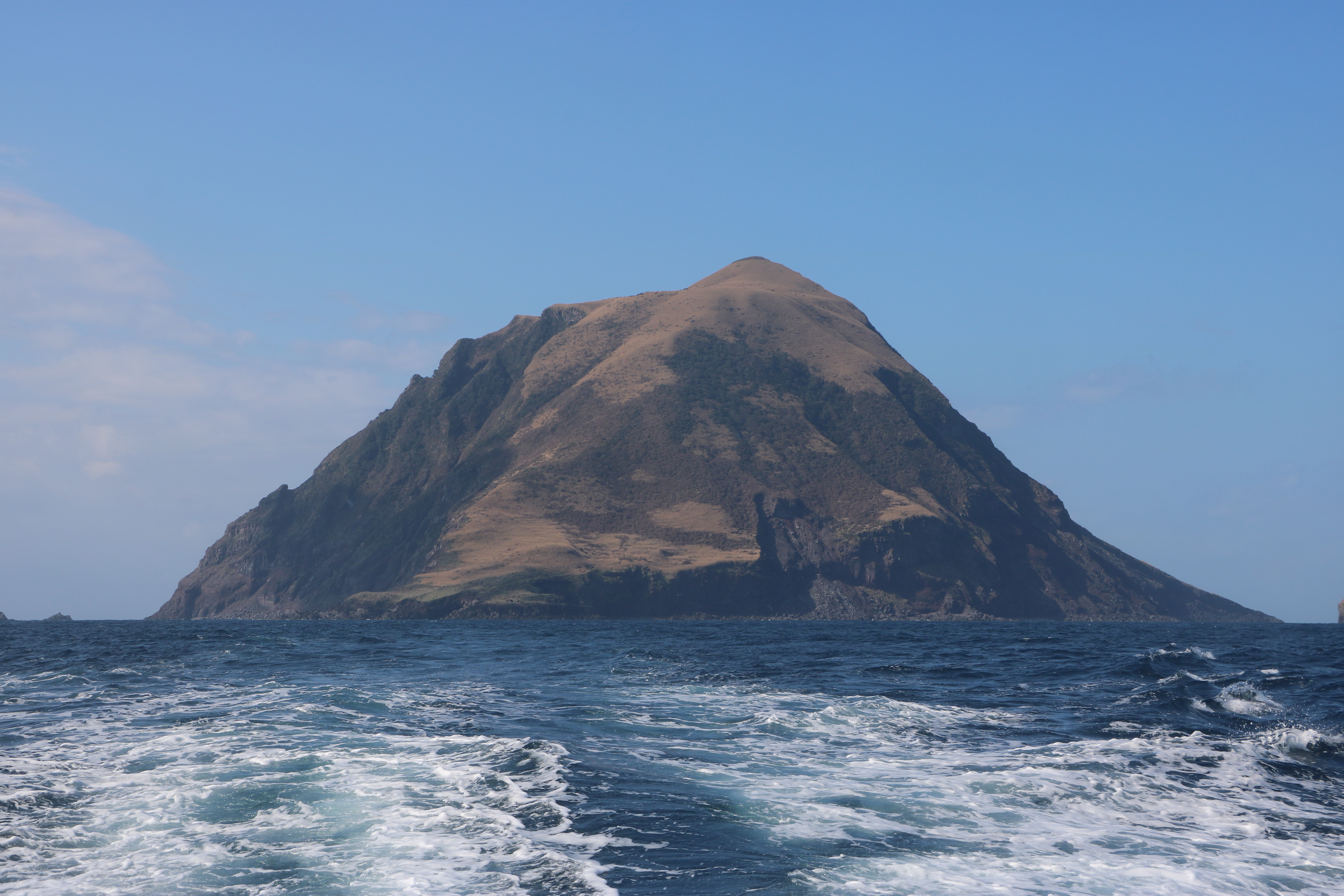
八丈小島から八丈島へ戻る船上より眺めた八丈小島。（2017年11月撮影）

こうして八丈小島からの全員離島が正式に決定された。これは日本全国初事例となる全員離島であった。
1969年（昭和44年）3月31日、24世帯91人は、先祖の遺骨を抱いて島を離れ八丈小島は無人島になった。

## 生活
島の主な産業は失業対策事業の公共工事のほか、農業・漁業・畜産・テングサ採取等だった。農業は自給の麦のほか、椿油用のツバキや養蚕用のクワを栽培していた。米は島内では育たず、すべて八丈島から購入していた。畜産は牛が中心で、戦後の一時期にはバターを製造して1戸あたり1〜2万円（当時）を稼いだという。肥育に必要な塩は海水を煮詰めて調達していた。
電力は、島内にある発電機で僅かに供給されたものの、各戸に40 W白熱電球1個の明かりを灯せるくらいの供給でしかなかった。電話は 1955年12月に、毎日1時間だけ通話できる公衆電話が設置されるまではなく、飲料水も雨水に頼っていたことから、国内の離島の中でもとりわけ生活条件が厳しかった。外部との連絡は 1958年に週1便の定期船が就航するまでは、公営の交通機関もなかった。また、日本では極めて珍しいマレー糸状虫（フィラリアの一種）による象皮症も存在していた。
漁民の間ではえびす信仰があったほか、鳥打村には戸隠神社、宇津木村には為朝神社という神社があった。源為朝が島に上陸するときに海苔で滑って転んだため、海苔が生えないように呪詛したので、宇津木には質の悪い海苔しか生えなくなったという伝承があった。
最盛期の全島人口は513人。全島民撤退直前の島の人口は宇津木村9戸31人、鳥打村15戸60人で、大半が老人と子供であった。
現在も鳥打と宇津木に港の跡があり、上陸が可能で、鳥打のほうが上陸しやすい。ただし、小学校跡などの建物は崩壊しており、道路も一部で風化しているため、ルートが判らなくなっている。

## 生物相

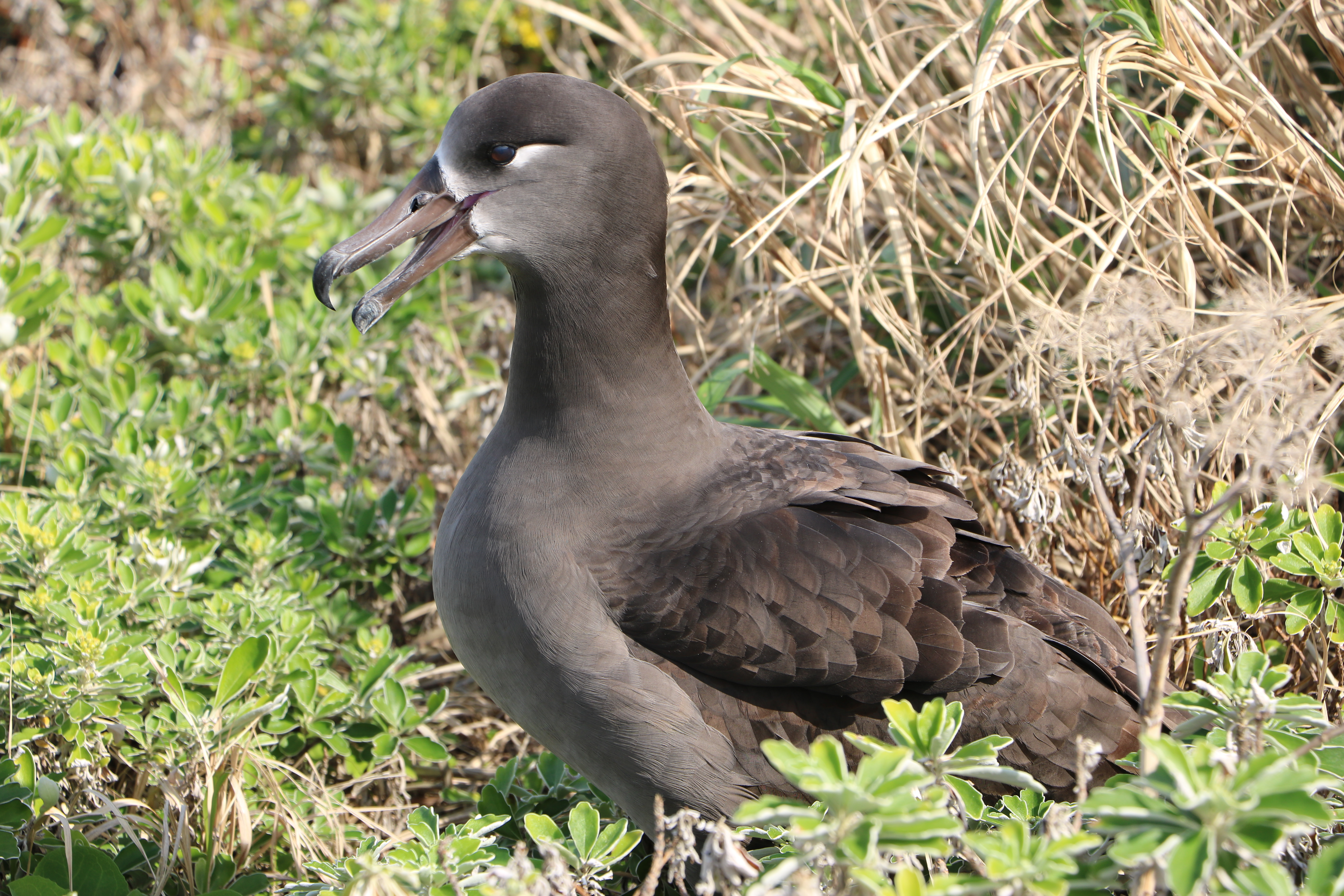
八丈小島のクロアシアホウドリ個体（2017年11月）

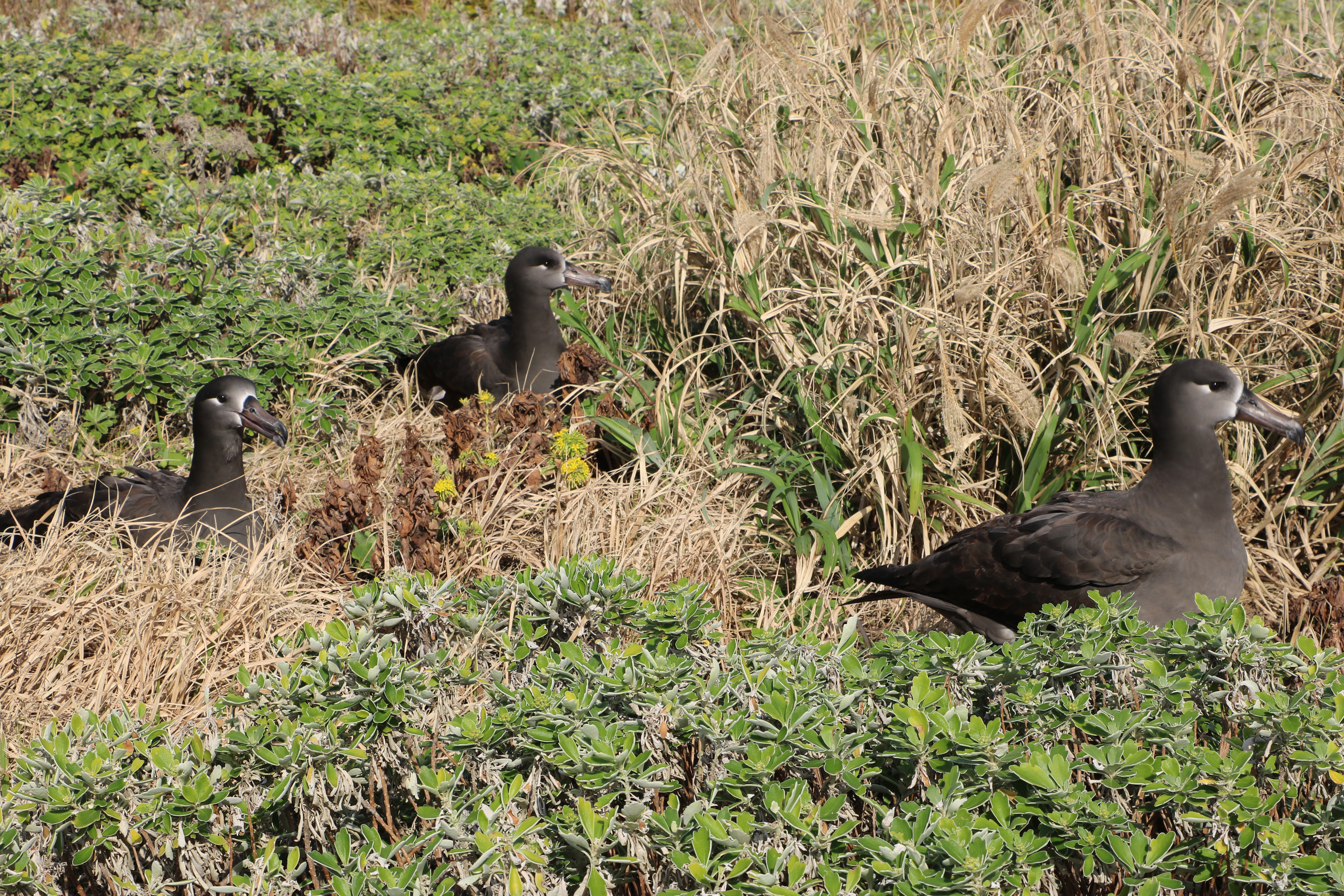
八丈小島のクロアシアホウドリ個体群（2017年11月）

八丈小島には野ヤギが生息しており、このことは絵本やテレビなどで紹介された。
小島の野ヤギは島民在住中に家畜であったヤギが逃亡し、急峻な地形の中で捕らえられずに野生化したものが最初であり、その後、移住の際に置き去りにされた個体、それらの子孫が繁殖して現在に至っていると考えられている。島が無人になったことから異常繁殖し、一時期は800頭以上にまで増加した。その影響で都の天然記念物に指定されていたハマオモト等多くの植物群落の消失による島内の環境悪化およびそれに引き続く海への土砂崩落による周辺漁場への悪影響などが問題となり、その対策として八丈町はヤギを捕獲・保護して里親を募集したこともある。2001年に開始された野ヤギの捕獲は5年間で数頭のオスを残すのみとなり、現在では野ヤギ駆除事業は終了している。
2013年4月、国際自然保護連合が準絶滅危惧種に指定している大型の海鳥クロアシアホウドリ約30羽が繁殖活動を行っていることが市民団体によって発見された。鳥島及び小笠原諸島から飛来したものとみられ、このまま繁殖地として定着すれば世界最北の繁殖地となる可能性が高いという。さらに翌2014年1月6日クロアシアホウドリの2つがいが抱卵していることが確認された。また同日、特別天然記念物のアホウドリとコアホウドリの飛来も確認しており、将来アホウドリ類にとって有益な繁殖地となると見ている。2017年には8ペアの産卵と3羽の孵化、ヒナ2羽の巣立ちにより世界最北の繁殖地となった。

## 関連人物
- 漆原智良 - 児童文学者。八丈小島の小中学校に教員として赴任。八丈小島が無人島となった後に再訪もした。八丈小島に関する著作数冊。
- 大川邦夫 - 八丈小島の小中学校に教員として赴任。のち、予備校河合塾で現代文の講師をし、名講師となった。彼の赴任記録は平凡社刊行の『日本残酷物語』第7巻に掲載されている。
- 松平信久 - 教育学者。1963年から1966年にかけ八丈小島の小中学校に教員として赴任。離島に関する住民の意識調査を行っており、論文にまとめている。